# Standenbühl
Standenbühl – miejscowość i gmina w Niemczech, w kraju związkowym Nadrenia-Palatynat, w powiecie Donnersberg, wchodzi w skład gminy związkowej Göllheim.